# 大衛·卡西迪
大衛·布鲁斯·卡西迪（1950年4月12日—2017年11月21日）是一名美国演员、歌手作曲家和乐队吉他手。在1970年代憑藉熱門影集「歡樂滿人間」（The Partridge Family）走紅影視歌壇，促使他成为一個流行文化的青少年偶像，他之後專注在演戲與音樂上的表現。